# Здание Центрального страхового фонда
Здание Центрального страхового фонда (англ. CPF Buildingкит. 中央公积金局大厦) — небоскрёб в Сингапуре. В доме расположены офисы Центрального страхового фонда Сингапура.
Высота 46-этажного дома составляет 171 метр. Строительство было завершено в 1976 году.
Здание является представителем интернационального стиля в архитектуре.